# Малакаса
Малака́са (греч. Μαλακάσα) — деревня в Греции. Относится к общине Оропос в периферийной единице Восточная Аттика в периферии Аттика. Расположена на высоте 227 метров над уровнем моря, в 38 км к северу от Афин, у северного подножия Парниса. Население 514 человек по переписи 2011 года.
Южнее села проходит Автострада 1. Южнее, в деревне Сфендали находится одноимённая ей железнодорожная станция.
В Малакасе находится Исихастирий старца Порфирия Кавсокаливита.

## Миграционный центр
После начала европейского миграционного кризиса в Малакасе был построен центр приема мигрантов на 2,5 тысячи человек, так называемый «центр гостеприимства». 15 марта 2020 года заработал миграционный центр закрытого типа, откуда запрещён выход мигрантов и беженцев. В Малакасу начали привозить нелегальных мигрантов, прибывших на остров Лесбос после 1 марта 2020 года, когда Турция объявила об открытии границы с Европой. «Врачи без границ» заявляют, что в миграционных центрах Греции отсутствуют условия для гигиены.

## Сообщество Малакаса
Сообщество Малакаса создано 12 февраля 1934 года (ΦΕΚ 61Α). В сообщество входит 3 населённых пункта. Население 1049 человек по переписи 2011 года. Площадь 30,195 квадратных километров.
| Населённый пункт | Население (2011), человек |
| ---------------- | ------------------------- |
| Малакаса         | 514                       |
| Милесион         | 425                       |
| Сфендали         | 110                       |

## Население
| Год  | Население, человек |
| ---- | ------------------ |
| 1991 | 576                |
| 2001 | 622                |
| 2011 | ↘ 514              |